# Maria Thereza Lemos de Arruda Camargo
Maria Thereza Lemos de Arruda Camargo es una etnóloga, y farmacobotánica brasileña, investigadora de la medicina popular, con énfasis en los estudios de las plantas rituales afro-brasileñas.
Como pesquisadora es miembro del Directorio del Centro de Estudios de Religión “Duglas Teixeira Monteiro” (CER), con sede en el Departamento de Sociología de la Facultad de Filosofía, Letras y Ciencias Humanas de la Universidad de São Paulo, Brasil, y responsable curadora del Herbario Etnobotánico, junto al Centro de Estudios, en donde reúne exsicatas resultantes de su campo de investigación. Cuenta con el apoyo del Laboratorio de Sistemática del Departamento de Botánica del Instituto de Biociencias de la misma Universidad para la identificación de las especies botánicas, donde el herbario cuenta con un Banco de Datos, publicado en libro.
Maria Thereza destaca en su obra la contribución en las relaciones interculturales del propio portugués, del negro y del indígena brasileño en la difusión y uso de plantas medicinales. En ese sentido, su trabajo constituye una contribución importante para identificar sincretismos culturales y religiosos con un conocimiento especializado y profundo sobre plantas medicinales ligadas a rituales afro-brasileños.

## Honores
Premios
- 1.er. Premio en el Concurso “Mario de Andrade” de monografía, conferido por la Prefectura del Municipio de São Paulo, en 1972, con la pesquisa “Medicina popular em favela de São Paulo”

- 1.er. Premio en el Concurso Nacional “Câmara Cascudo”, conferido por el Centro de Letras y Artes de la Universidad Federal de Río de Janeiro, en 1989, por el estudio “Plantas do Catimbó em Meleagro de Luís da Câmara Cascudo”

Miembro de
- Directorio del Centro de Estudios de la Religión “Duglas Teixeira Monteiro”, USP-PUCSP, y pesquisadora del CEE

## Algunas publicaciones
- maria t.l.a. Camargo. 2008. Etnofarmacobotánica. Metodologia de pesquisa. Revista Dominguezia 24: 71-75

- -------------------------------. 2007a. Contribuição Etnofarmacobotânica de Petiveria alliacea L. (amansa-senhor) e a atividade hipoglicemiante relacionada a transtornos mentais. Revista Dominguezia 23: 21-27

- -------------------------------. 2007b. Amansa-senhor: a arma dos escravos contra seus senhores. Caderno Pós Ciências Sociais (UFMA) (cesó en 2005. Cont. 1983-4527 Revista Pós Ciências Sociais (UFMA) 4: 31-42

- -------------------------------. 2005a. Os poderes das plantas sagradas numa abordagem etnofarmacobotânica. Revista do Museu de Arqueologia e Etnologia 15/16: 395-410

- -------------------------------. 2005b. Plantas psicoativas usadas em rituais de cura. Arquivos Brasileiros de Fitomedicina Científica (São Paulo) 2: 104-108

- -------------------------------. 2000. A influência portuguesa na medicina popular do Brasil desde seu descobrimento. Trabalhos de Antropologia e Etnologia 40: 179

- -------------------------------. 1999a. Plantas rituais de religiões de influência africana no Brasil e sua ação. Dominguézia 15: 1-6

- -------------------------------. 1999b. Contribuição ao estudo da Ipomoea purpurea (L.) Roth, I. alba L. e I. pes-capre (L.) Sweet empregadas em rituais de religiões de origem e influência africana no Brasil. Revista Rohosiana 5: 37-50

- -------------------------------. 1998. As plantas na medicina popular e nos rituais afro-brasileiros. Revista de Investigaciones Folclóricas 13: 56

- -------------------------------. 1997a. Contribuição ao estudo etnobotânico de plantas do gênero Erythrina usadas em rituais de religiões afro-brasileiras. Revista do Instituto de Estudos Brasileiros 41: 179-190

- -------------------------------. 1997b. Contribuição ao estudo etnofarmacobotânico de plantas do gênero Erythrina. Revista do Instituto de Estudos Brasileiros 42: 179-189

- -------------------------------. 1996a. Contribuição ao estudo etnofarmacobotânico da planta mulungu (Erythrina verna Vell.) Leguminosae, empregada em rituais afro-brasileiras. Revista Rojasiana 3: 196

- -------------------------------. 1996b. Medicina popular em favela de São Paulo. Histórica (São Paulo, online) 187: 37-44

- -------------------------------. 1994. Trajetória histórica das plantas rituais de religiões afro-brasileiras. Montalbán 27: 151-239

- -------------------------------. 1993. Contribuição ao estudo etnofarmacobotânico de plantas. Revista Rojasiana 1: 33

- -------------------------------. 1990. As plantas condimentícias nas comidas rituais de cultos afro-brasileiros. Revista do Instituto de Estudos Brasileiros 31: 81-94

- -------------------------------. 1988. Contribuiciones a los estudios etnofarmacobotánicos de especies vegetales usadas en los ritos afro-brasileiros. Montalbán 20: 151

- -------------------------------. 1982. O bálsamo de Ferrabrás. Revista do Instituto Histórico e Geográfico de Goiás 10: 121-127

- -------------------------------. 1978a. Garrafada. Femina (Federação Brasileira das Sociedades de Ginecologia e Obstétrícia) 5 (8): 89

- -------------------------------. 1978b. Plantas usadas como anti-helmíntico na medicina popular. Ciência & Trõpico 6: 89

### Libros
- -------------------------------. 2008. O Milho e a Mandioca nas cozinhas brasileiras,segundo contam, suas histórias. São José dos Campos: Fundação Cultural Cassiano Ricardo, vol. 1. 152 pp.

- -------------------------------. 2003. Etnofarmacobotânica Conceituação e metodologia de pesquisa. São Paulo: Terceira Margem/Humanitas FFCL/USP. 92 pp. ISBN 85-7506-121-6

- -------------------------------, c. Martins, r. Lody (orgs.) 2000. A Etnobotânica e as plantas rituais afro-brasileiras. Faraimará - O caçador traz alegria. Mãe Stella. Rio de Janeiro: Pallas, vol. 1. 412 pp.

- -------------------------------. 1999. Herbário Etnobotânico (Banco de Dados de plantas medicinais e de rituais afro-brasileiros) As plantas do Catimbó em Meleagro de Luis da Câmara Cascudo. São Paulo: Humanistas Editora. Vol. 7. 201 pp.

- -------------------------------. 1998. Plantas medicinais e de rituais afro-brasileiros II. São Paulo: Editora Ícone. 232 pp. ISBN 85-274-0545-8

- -------------------------------. 1988. Plantas medicinais e de rituais afro-brasileiros I. São Paulo: Almed. 97 pp.

- -------------------------------. 1985. Medicina popular: Aspectos metodológicos para pesquisa Componentes medicinais de origem vegetal, animal e mineral. São Paulo: Almed. 130 pp.

- -------------------------------. 1975. Garrafada. Río de Janeiro: MEC